# Ангел Чолаков (дипломат)
Ангел Чолаков е български дипломат. От март 2021 г. е посланик на България в Турция. Бил е посланик на България в Италия (2013) и Франция (2013 – 2021), а преди това съветник на българския министър-председател Бойко Борисов. Владее френски, английски и италиански и ползва немски и шведски.

## Биография
Роден е на 18 ноември 1975 г. в София, Народна република България. Завършва Софийската математическа гимназия, а след това Европейското училище по администрация в Брюксел, Белгия. Придобива магистърска степен по мениджмънт със специализация финанси от Училището по икономика и мениджмънт „Солвей“ в Брюксел и след редовен стаж в Европейската комисия постъпва като финансов анализатор в брюкселския филиал на „Ексон Мобил“ – международни финансови услуги, където работи 5 години. Защитава втора магистратура по политически науки в Брюкселския свободен университет, след което се завръща в България и постъпва в дирекция „Европейски съюз“ на Министерството на външните работи.
През август 2009 г. става съветник по европейските въпроси в първото правителство на Бойко Борисов, а през април 2010 г. става външнополитически съветник на Бойко Борисов.
От март до август 2013 г. е извънреден и пълномощен посланик на България в Италия. От септември 2013 до януари 2021 г. е извънреден и пълномощен посланик на България във Франция, а от януари 2016 г. – и постоянен представител към ЮНЕСКО. През февруари 2021 г. става извънреден и пълномощен посланик на България в Турция.